# Microgilia minutiflora
Microgilia minutiflora är en blågullsväxtart som först beskrevs av George Bentham, och fick sitt nu gällande namn av J.M. Porter och L.A. Johnson. Microgilia minutiflora ingår i släktet Microgilia och familjen blågullsväxter. Inga underarter finns listade i Catalogue of Life.